# Ferdinand Kofler
Ferdinand Kofler, avstrijski general in vojaški zdravnik, * 25. marec 1887, † 11. julij 1968.

## Življenjepis
Med letoma 1906 in 1911 je študiral medicino na Univerzi v Gradcu. Leta 1910 je vstopil v vojsko in opravil enoletni vojaški študij. V vojski je ostal vse do leta 1912, ko je vstopil v Avstro-ogrsko vojno mornarico. Tu je deloval vse do leta 1921, ko je vstopil v Bundesheer. 
Ob anšlusu je bil divizijski zdravnik 6. divizije, nato pa je bil premeščen v Wehrmacht.
Med drugo svetovno vojno je bil sprva divizijski zdravnik 4. lahke divizije (1938–1939), korpusni zdravnik 26. armadnega korpusa (1939–1942) in nato do upokojitve leta 1943 glavni medicinski častnik pri Vojaškemu poveljniku Romunija.